# 대구 동화사 마애여래좌상
대구 동화사 마애여래좌상(大邱 桐華寺 磨崖如來坐像)은 대한민국 대구광역시 동화사 입구에 있는 남북국 시대의 마애불 좌상이다. 화강암 벽에 부조로 조각된 불상으로 높이 1.06미터, 대좌 높이 39센티미터, 광배 높이 1.5미터이다. 신라 후기인 9세기의 작품으로 추정된다.
윗면의 바위가 튀어나와서 자연스럽게 감실을 이루고 있다. 수인은 항마촉지인이며 광배와 대좌를 갖추고 있다. 머리는 나발이고 육계가 낮으며, 얼굴은 매우 풍만하다. 목은 짧고 삼도가 있으며 어깨가 넓고 살집이 풍부하여 당당한 모습이다. 결가부좌한 다리를 풀어서 오른발을 대좌에 댄 특이한 자세를 취하고 있다.
1963년 1월 21일 대한민국의 보물 제243호 동화사입구마애불좌상(桐華寺入口磨崖佛坐像)으로 지정되었다가, 2010년 8월 25일 현재의 명칭으로 변경되었다.

## 개요
동화사 입구 오른쪽의 암벽을 다듬어서 조각한 불상이다. 지상에서 높이 위치한 이 불상은 구름을 타고 하늘에서 내려오는 듯한 개성있는 모습이다.
얼굴은 부피감을 느낄 수 있는 비교적 풍만한 모습인데, 세부표현은 평면적이며, 짧은 목에는 3개의 주름이 있고, 어깨는 반듯하다. 손모양은 오른손을 무릎에 대어 손끝이 아래를 가리키고, 왼손은 손바닥을 위로 향하게 하여 배꼽 앞에 놓았다. 옷은 양 어깨를 감싸고 있는데, 규칙적으로 얇게 빚은 평행의 옷주름선이 나타나있다. 몸에서 나오는 빛을 형상화한 광배(光背)는 끝이 날카로운 배(舟) 모양이다. 주변 가장자리는 타오르는 불꽃무늬를 그대로 이용하였고, 머리광배와 몸광배는 2줄의 선으로 표현하였다. 대좌는 구름 위에 떠 있는데, 구름무늬의 표현이 매우 사실적이어서 이 불상에 활기찬 생동감을 주고 있다.
원만한 얼굴, 장식성이 강한 대좌(臺座)와 광배의 표현으로 볼 때 통일신라 후기인 9세기의 작품으로 보인다.

## 사진

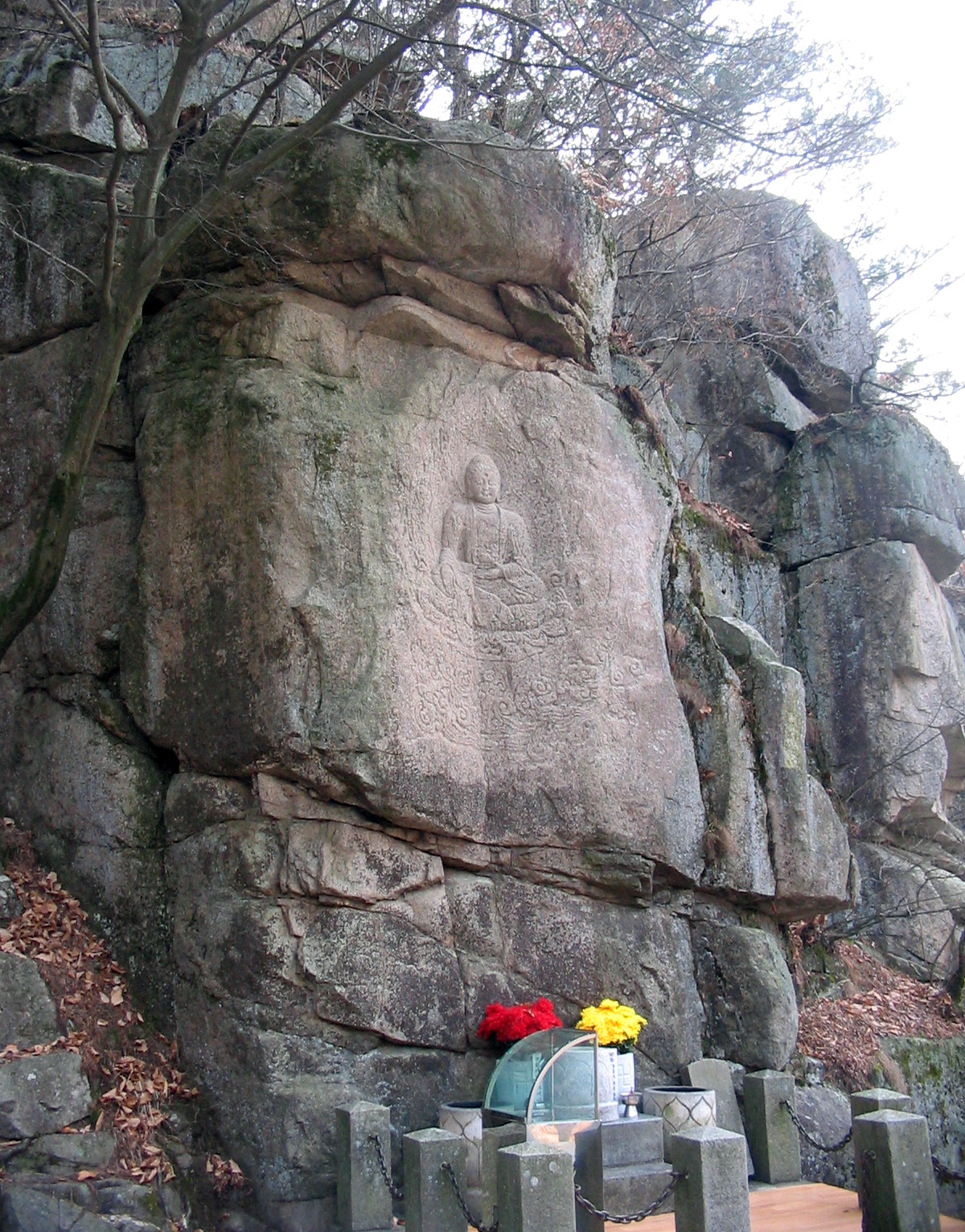
전경

## 참고 자료
- 대구 동화사 마애여래좌상 - 국가유산청 국가유산포털
- 이 문서에는 다음커뮤니케이션(현 카카오)에서 GFDL 또는 CC-SA 라이선스로 배포한 글로벌 세계대백과사전의 내용을 기초로 작성된 글이 포함되어 있습니다.